# Vento di primavera (film 1947)
Vento di primavera (The Bachelor and the Bobby-Soxer) è un film del 1947 diretto da Irving Reis. La pellicola ha ricevuto il premio Oscar per la miglior sceneggiatura, scritta da Sidney Sheldon.
Il film uscì in Italia il 27 maggio 1948 con il titolo Vento di primavera e ridistribuito nel 1955 col titolo L'intraprendente signor Dick.
I protagonisti Myrna Loy e Cary Grant saranno di nuovo insieme l'anno successivo nella commedia La casa dei nostri sogni (1948).

## Trama
Il giudice Margaret Turner è incaricata di dirimere in tribunale una lite tra il pittore Dick Nugent e due modelle, a seguito di una rissa avvenuta in un night club, dove le due modelle si contendevano l'uomo. La questione si risolve subito con una conciliazione amichevole, e Dick e le due modelle in causa se ne vanno senza che il giudice prenda alcun provvedimento giudiziario.
Uscito dal tribunale, Dick si reca in una scuola dove è incaricato di tenere una conferenza sull'arte. Terminata la conferenza, Dick viene intervistato dalla diciassettenne Susy, alunna della scuola e sorella minore del giudice Turner. Susy rimane talmente affascinata da Dick, che la sera stessa esce di nascosto per recarsi a casa sua e posare per lui. Non appena Dick si accorge della presenza di Susy, arrivano Margaret e il procuratore Tommy Chamberlain, i quali lo arrestano accusandolo di adescamento di minori, essendo Susy minorenne.
La ragazzina si dichiara innamorata di lui e così lo psichiatra, zio del giudice Turner, e quest'ultima propongono di farla accompagnare per un certo periodo da Dick in modo che le passi la cotta.
Frequentando così la famiglia Turner, Dick inizia a prendere confidenza anche con Margaret e finirà per innamorarsi di lei.

## Riconoscimenti
- 1948 - Premio Oscar
  - Oscar alla migliore sceneggiatura originale